# Center Harbor
Center Harbor és una població dels Estats Units a l'estat de Nou Hampshire. Segons el cens del 2000 tenia 996 habitants.

## Demografia
Segons el cens del 2000, Center Harbor tenia 996 habitants, 414 habitatges, i 293 famílies. La densitat de població era de 28,7 habitants per km².
Dels 414 habitatges en un 28,5% hi vivien nens de menys de 18 anys, en un 57,7% hi vivien parelles casades, en un 9,4% dones solteres, i en un 29,2% no eren unitats familiars. En el 22% dels habitatges hi vivien persones soles el 9,4% de les quals corresponia a persones de 65 anys o més que vivien soles. El nombre mitjà de persones vivint en cada habitatge era de 2,38 i el nombre mitjà de persones que vivien en cada família era de 2,75.
Per edats la població es repartia de la següent manera: un 21,5% tenia menys de 18 anys, un 5,2% entre 18 i 24, un 24% entre 25 i 44, un 31,9% de 45 a 60 i un 17,4% 65 anys o més.
L'edat mediana era de 45 anys. Per cada 100 dones de 18 o més anys hi havia 101 homes.
La renda mediana per habitatge era de 51.806$ i la renda mediana per família de 55.938$. Els homes tenien una renda mediana de 35.526$ mentre que les dones 24.231$. La renda per capita de la població era de 25.627$. Entorn del 4,4% de les famílies i el 6,7% de la població estaven per davall del llindar de pobresa.